# Nobuyuki Oishi (fotbollsspelare född 1974)
Nobuyuki Oishi (大石 信幸 Oishi Nobuyuki?), född 23 maj 1974 i Shizuoka prefektur, är en japansk tidigare fotbollsspelare.
Oishi började sin karriär 1993 i Yokohama Flügels. Med Yokohama Flügels vann han japanska cupen 1993. Han avslutade karriären 1996.